# Цахкуняц
Цахкуняц, также Мисханский хребет, — горный хребет в Арагацотнской области Армении; водораздел бассейнов рек Касах (на западе) и Раздан (на востоке). С севера к хребту примыкает Памбакский хребет, с юга-запада — Техеняц, с юго-востока — хребет Зинджерлы.
Хребет сложен изверженными породами. Безлесный по всей линии водораздела, однако в срединно-южной половине покрыт от основания до высоты 2500 м лиственными лесами и кустарниками. На этом же отрезке, выше 2500 м горные степи, которые в крайних четвертях хребта тянутся от подножия до водораздела. Протяжённость хребта составляет около 25 км, высшая точка расположена на высоте свыше 2800 метров. Северные склоны хребты включены в заказник «Сосны Банкса»; здесь произрастают сосновые леса.

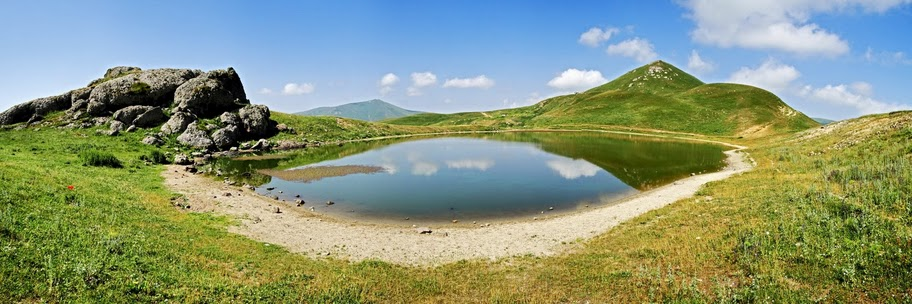
Одноименное озеро Цахкуняц в центральной части хребта